# Khashtarak
Khashtarak (en arménien Խաշթառակ ; anciennement Sahatlu) est une communauté rurale du marz de Tavush, en Arménie. Elle compte 1 782 habitants en 2008.